# Forame epiploico
Il forame epiploico, o forame di Winslow, è un foro che mette in comunicazione la borsa omentale, o retrocavità degli epiploon, con la grande cavità peritoneale.
Largo 2-3 cm, il forame epiploico è delimitato anteriormente dal margine libero del legamento epatoduodenale, posteriormente dalla vena cava inferiore, superiormente dal lobo caudato del fegato, e inferiormente dal faccia superiore della prima porzione del duodeno. 
A destra il forame epiploico è in continuità con il peritoneo della grande cavità.